# Hội Hoan
Hội Hoan là một xã thuộc tỉnh Lạng Sơn, Việt Nam.

## Địa lý
Xã Hội Hoan nằm ở phía tây huyện Văn Lãng, có vị trí địa lý:
- Phía đông giáp xã Gia Miễn và xã Tân Tác
- Phía tây giáp huyện Bình Gia và phía nam giáp huyện Bình Gia
- Phía bắc giáp xã Bắc La.

Xã Hội Hoan có diện tích 65,53 km², dân số năm 2018 là 4.757 người, mật độ dân số đạt 73 người/km².

## Lịch sử
Địa bàn xã Hội Hoan hiện nay trước đây vốn là hai xã Hội Hoan và Nam La thuộc huyện Văn Lãng.
Trước khi sáp nhập, xã Nam La có diện tích 22,72 km², dân số là 1.770 người, mật độ dân số đạt 78 người/km². Xã Hội Hoan có diện tích 42,81 km², dân số là 2.987 người, mật độ dân số đạt 70 người/km².
Ngày 21 tháng 11 năm 2019, Ủy ban Thường vụ Quốc hội ban hành Nghị quyết số 818/NQ-UBTVQH14 về việc sắp xếp các đơn vị hành chính cấp xã thuộc tỉnh Lạng Sơn (nghị quyết có hiệu lực từ ngày 1 tháng 1 năm 2020). Theo đó, sáp nhập toàn bộ diện tích và dân số của xã Nam La vào xã Hội Hoan.